# Twin Spark

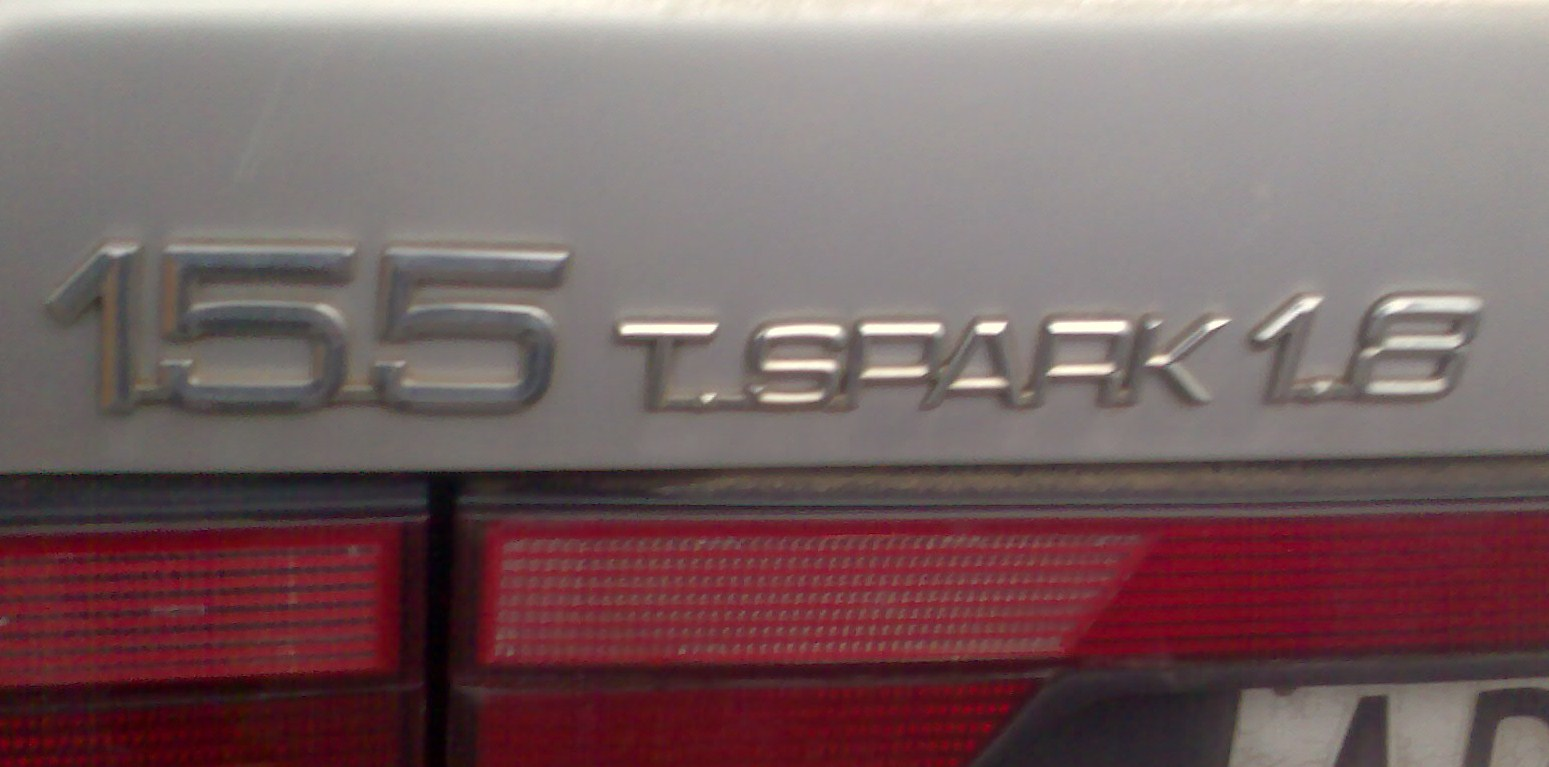
Emblemat silnika Twin Spark w modelu 155

Twin Spark – technologia występująca w silnikach Alfa Romeo.
Po raz pierwszy wykorzystana została w Alfie Romeo Grand Prix w 1914 roku. Od lat 60. silniki Twin Spark występowały w samochodach wyścigowych (GTA, TZ). Od początku lat 80. Alfa Romeo, mając na uwadze zwiększenie wydajności silników oraz bardziej restrykcyjne normy emisji spalin, wdrożyła silniki z tym systemem do seryjnej produkcji.
Począwszy od modelu 75 a skończywszy na ostatnich latach produkcji silników z TS, silniki te występowały w 2 wariantach:
odmiana 8 zaworowa
Poprzez zastosowanie podobnego bloku silniki mocno nawiązujące do chlubnych tradycji wyścigowych Alfa Romeo z lat 20 i 30.
Silniki serii TS budowane były jako rzędowe czterocylindrowce z dwoma wałkami rozrządu w układzie DOHC.Odmiana 8 zaworowa montowana w 75, 164 i 155 posiadała zarówno blok jak i głowicę wykonaną ze stopu metali lekkich, mokre tuleje cylindrowe, wałki rozrządu napędzane były przez podwójne łańcuchy rozrządu (długi i krótki). Wszystkie z wyjątkiem najmniejszego 1.7 posiadały wariator czyli urządzenia sterujące zmiennymi fazami rozrządu. Silniki te w porównaniu do późniejszej 16 zaworowej wersji były niezwykle wytrzymałe.
| Wersja   | Pojemność | Moc maksymalna                     | Maks. moment obrotowy      | Zastosowanie w modelu |
| -------- | --------- | ---------------------------------- | -------------------------- | --------------------- |
| 1.7      | 1749 cm³  | 115 KM (84 kW) przy 6000 obr./min  | 149 N•m przy 3500 obr./min | 155                   |
| 1.8      | 1773 cm³  | 129 KM (95 kW) przy 6000 obr./min  | 167 N•m przy 5000 obr./min | 155                   |
| 2.0      | 1962 cm³  | 148 KM (109 kW) przy 5800 obr./min | 186 N•m przy 3000 obr./min | 75, 164               |
| 2.0 cat. | 1995 cm³  | 143 KM (105 kW) przy 6000 obr./min | 189 N•m przy 5000 obr./min | 75, 164, 155          |

odmiana 16 zaworowa

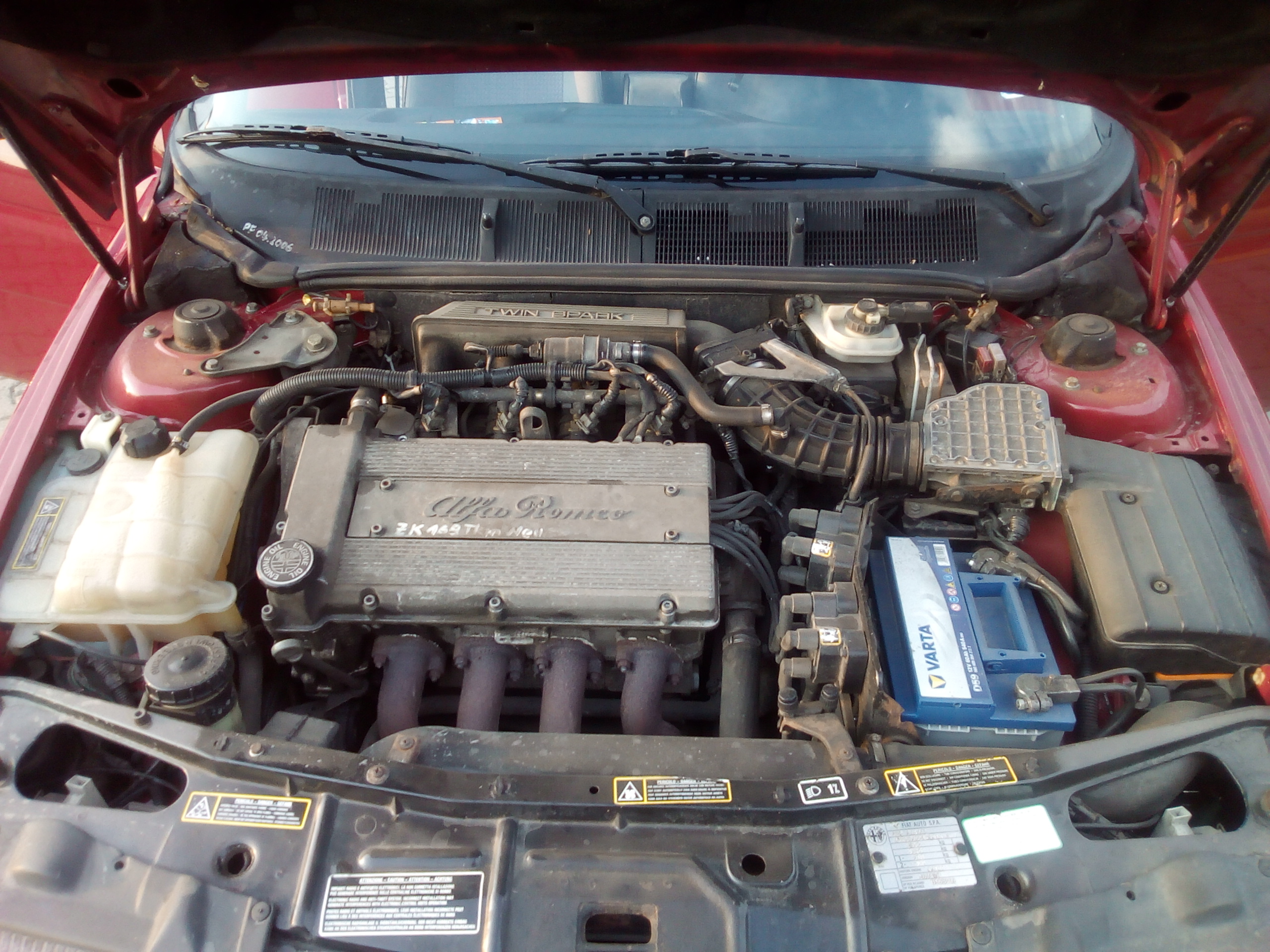
Silnik 1.7 8v Twin Spark w modelu 155

Rozwinięcie technologii Twin Spark, czterocylindrowe rzędowce z żeliwnym blokiem oraz paskiem rozrządu. Wszystkie silniki miały wariator z wyjątkiem 1.6 w modelu 147, gdzie był również dostępny bez wariatora (moc 105 KM).
| Wersja | Pojemność | Moc maksymalna                                | Maks. moment obrotowy               | Zastosowanie w modelu                     |
| ------ | --------- | --------------------------------------------- | ----------------------------------- | ----------------------------------------- |
| 1.4    | 1370 cm³  | 103 KM (76 kW) przy 6300 obr./min             | 124 N•m przy 4600 obr./min          | 145, 146                                  |
| 1.6    | 1598 cm³  | 105-120 KM (77-88 kW) przy 5600-6200 obr./min | 140-146 N•m przy 4200-4500 obr./min | 145, 146, 147, 155, 156                   |
| 1.8    | 1747 cm³  | 140-144 KM (103-106 kW) przy 6500 obr./min    | 163-169 N•m przy 3500-3900 obr./min | 145, 146, 155, 156, GT, GTV, Spider       |
| 2.0    | 1970 cm³  | 150-155 KM (110-114 KW) przy 6400 obr./min    | 181-187 N•m przy 3500-3800 obr./min | 145, 146, 147, 155, 156, 166, GTV, Spider |

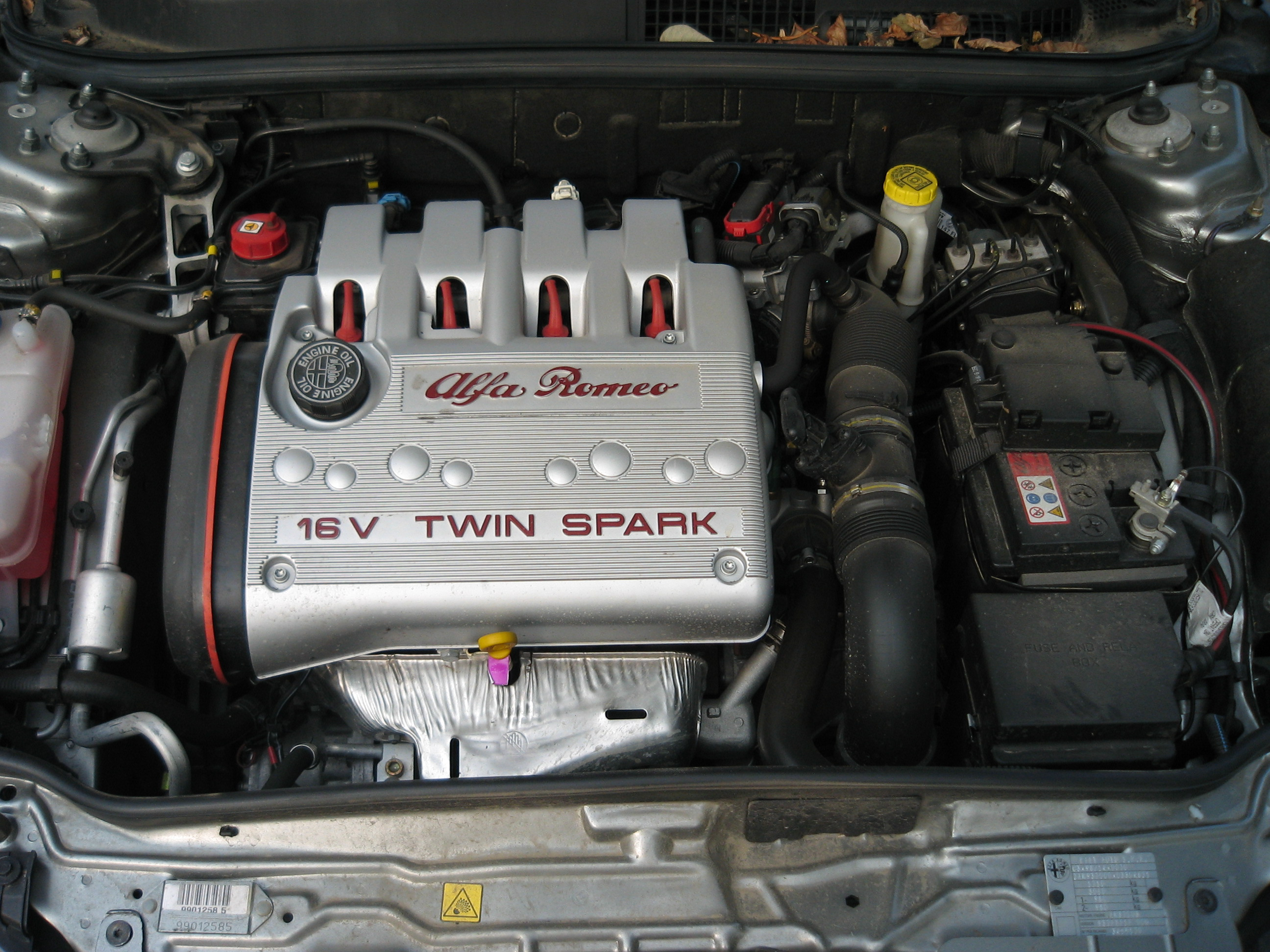
Silnik Twin Spark 16v w modelu 156

Nazwa oznacza, że silnik wyposażony jest w podwójny zapłon, tzn. na każdy cylinder przypadają dwie świece zapłonowe. Polepsza to spalanie mieszanki paliwowej, a to z kolei przekłada się na lepsze osiągi, ograniczenie zużycia paliwa i obniżony poziom emisji spalin. Silniki wyposażone w system Twin Spark, lepiej oddają moc oraz żywiej reagują.
Dwie świece dające dwie iskry zapewniają niezawodny zapłon mieszanki paliwowo-powietrznej, co wpływa na polepszenie pracy silnika. Zastosowanie podwójnego zapłonu pozwala także na podniesienie stopnia sprężania bez wystąpienia ryzyka spalania stukowego. Podniesienie stopnia sprężania wpływa bezpośrednio na uzyskiwanie większej mocy z jednostki napędowej.